# Ferdinando Cicconi
Ferdinando Cicconi (né en 1831 à Colli del Tronto et mort en 1886) était un peintre italien du XIXe siècle.

## Biographie
Ferdinando Cicconi fut élève à Rome de Tommaso Minardi et de Francesco Podesti, à l'Accademia di San Luca. Peintre de la période classique du romantisme, il soigna dans les plus petits détails sa villa de vacances à Colli del Tronto. Petite, avec deux niveaux et une terrasse, entourée d'arbres et de fleurs, la villa, qu'il avait offerte à sa femme, devint un lieu d'inspiration et de création.
C'était un artiste aux multiples talents, parmi ses œuvres les plus importantes figurent la décoration de la voûte de la grande salle du Théâtre Ventidio Basso à Ascoli Piceno et du théâtre de Sant'Elpidio a Mare, quelques tableaux à sujet historique, parmi lesquels la Manifestation patriotique sur la Place du Peuple, et L'Entrée des Piémontais par la Porte Majeure, conservés dans la Pinacothèque municipale, outre différents tableaux qui sont exposés et visibles en permanence dans la commune de Colli del Tronto. Dans l'église S. Felicita à Colli del Tronto se trouve une peinture, Le Martyre de sainte Félicité. Dans l'église de Pagliare del Tronto (it) se trouve une toile au centre de la voûte dans la nef centrale, elle est dominée par la figure du Dieu créateur.

## Sources
- (it) Cet article est partiellement ou en totalité issu de l’article de Wikipédia en italien intitulé « Ferdinando Cicconi » (voir la liste des auteurs).